# Paksos
Paksos albo Paxos, Paxi, leży obok mniejszej Andipaksos lub Atipaxos, Antipaxi, toteż często w liczbie mnogiej: Paxi albo Paxoi (starogr. Παξούς, gr. Παξοί lub Παξί) – wyspa na Morzu Jońskim u zachodnich wybrzeży Grecji. Wchodzi w skład archipelagu Wysp Jońskich. Powierzchnia ok. 19 km², górzysta (wysokość do 248 m n.p.m.). Na wschód od wyspy (na lądzie stałym) znajduje się miasteczko portowe Parga nad zatoką o tej samej nazwie. W odległości niecałych trzech kilometrów na południe od Paksos leży mała wyspa Andipaksos zamieszkana przez 40 stałych mieszkańców.
Leży w administracji zdecentralizowanej Peloponez, Grecja Zachodnia i Wyspy Jońskie, w regionie Wyspy Jońskie, w jednostce regionalnej Korfu, w gminie Paksos. W 2011 roku liczyła 2280 mieszkańców. 
Największą miejscowością na wyspie jest leżący na południowym zachodzie Gaios. Wyspa dysponuje połączeniem promowym z wyspą Korfu i z portem w Igumenicy (w sezonie letnim także z Włochami).

## Mitologia
Posejdon przy pomocy swego trójzębu oddzielił wyspę od południa Korfu z zamiarem stworzenia sobie miejsca schadzek ze swoją ulubienicą - Amfitrytą. Trójząb jest również znakiem rozpoznawczym wyspy.